# Giovanni Urbani
Giovanni Urbani (ur. 26 marca 1900 w Wenecji, zm. 17 września 1969 tamże) – włoski duchowny rzymskokatolicki, patriarcha Wenecji, kardynał.

## Życiorys
Studiował teologię i filozofię w Seminarium Patriarchalnym w Wenecji, święcenia kapłańskie przyjął 24 września 1922. Pracował jako duszpasterz na terenie patriarchatu weneckiego. W listopadzie 1936 otrzymał tytuł tajnego szambelana papieża Piusa XI (potwierdzony przez Piusa XII w 1939), później tytuł papieskiego prałata domowego (1943). Pełnił funkcję sekretarza i radcy Centralnej Komisji Włoskiej Akcji Katolickiej.
W październiku 1946 został mianowany biskupem pomocniczym Wenecji, ze stolicą tytularną Assume; sakry biskupiej udzielił mu 8 grudnia 1946 kardynał Adeodato Giovanni Piazza, patriarcha Wenecji. Od listopada 1948 był arcybiskupem tytularnym Sardi. W kwietniu 1955 został przeniesiony na stolicę biskupią Werona, zachowując tytuł arcybiskupa ad personam. W listopadzie 1958 został mianowany patriarchą Wenecji; zastąpił wybranego na papieża Angela Giuseppe Roncallego, który już jako Jan XXIII powołał go do Kolegium Kardynalskiego w grudniu 1958. Urbani, który otrzymał tytuł prezbitera S. Prisca, był w gronie 23 pierwszych kardynałów mianowanych przez Jana XXIII.
Uczestniczył w obradach Soboru Watykańskiego II (1962–1965). W marcu 1962 zmienił tytuł kardynalski na prezbitera San Marco (po śmierci kardynała Dalla Costy). Brał udział w konklawe 1963, a we wrześniu i październiku 1967 w I Sesji Zwyczajnej Światowego Synodu Biskupów w Watykanie. Od 1966 pełnił funkcję przewodniczącego Konferencji Episkopatu Włoch.
Zmarł we wrześniu 1969 i został pochowany w katedrze w Wenecji. Jego następca na weneckiej stolicy patriarszej Albino Luciani, podobnie jak poprzednik, został wybrany na papieża (Jan Paweł I).